# Ganjifa
Ganjifa, o Gânjaphâ, è un gioco di carte che ha le sue origini in Persia e che divenne popolare in India durante l'impero Moghul sedicesimo secolo.

## Descrizione
Il nome Ganjifa deriva dal persiano ganjifeh (گنجفه), che significa carta da gioco. Il primo riferimento conosciuto risale a una biografia di Bâbur di inizio XVI secolo, il fondatore della dinastia Mughal.
Inizialmente il gioco divenne popolare a corte, sotto forma di lussuose collezioni di prezioso avorio intarsiato o guscio di tartaruga (darbar kalam). Più tardi si diffuse al pubblico, al che serie più economiche (bazâr kalam) vennero create con materiali quali legno, foglie di palma, o cartone.
Le carte Ganjifa sono tonde e fatte tradizionalmente a mano da artigiani locali. I semi sono composti da dodici soggetti su sfondi colorati, con puntini dall'1 al 10 e due carte di corte, una di un ministro o consigliere, e una di un re. Lo stile preciso e l'organizzazione della decorazione di ogni serie dipende dal suo artista. Il design delle carte di Dashavatara Ganjifa utilizza motivi presi dalle dieci avatar di Visnù.

## Caratteristiche
Nel 1895, il Generale Albert Houtum-Schindler descrisse Ganjifa con i seguenti commenti:
"La parola "ganjifeh" è oramai utilizzata in persiano solo per carte da gioco europee (quattro semi, dall'asso al dieci; tre figure per ogni seme), che, comunque, sono anche chiamate rarak i âs - rarak i âsanâs - o semplicemente âs, dal gioco âs o âsanâs. Dai viaggiatori diretti in Persia nel XVII secolo sappiamo che un mazzo di ganjifeh consisteva in novanta o novantasei carte in otto semi o colori. Attualmente un mazzo consiste di venti carte in cinque colori o valori. Questi valori sono:
1. Shîr va Khurshíd o âs: Leone e Sole, o Asso.
2. Shâh o Pishâ: Re.
3. Bîbî: Signora (o Regina).
4. Sarbâs: Soldato (o Fante).
5. Lakat (nel senso di qualcosa di poco valore ): generalmente una ragazza danzante.

Il retro delle carte è sempre nero o di colore scuro, ma sul davanti ci sono sfondi di colori diversi, vale a dire: il Leone e il Sole, su sfondo nero; il Re, su sfondo bianco; la Signora, rosso; il Soldato, dorato; il Lucchetto, verde. Le figure sulle carte mostrano una grande varietà di soggetti e sono spesso oscene, in particolare quelle sulle carte di valore minore. I tipi più comuni sono: Asso, un Leone e Sole, come nell'armata di Persia; un Re seduto su un trono; una Signora europea in costume d'epoca; un soldato persiano col fucile in spalla; una danzatrice persiana."

### Varianti
- Moghul Ganjifa giocato in alcune parti di Orissa con 96 carte in 8 semi di 8 colori.
- Dashavatara Ganjifa si gioca in 3 persone con 120 carte, principalmente in Sawantwadi nello stato federato indiano di Maharashtra, sebbene venga giocato anche in 5 a Bishnupur, nello stato federato indiano del Bengala Occidentale.

## Letteratura
- Deodhar, A. B.; Illustrated Marathi Games; Bombay 1905
- Leyden, Rudolf von; The Playing Cards of South India; in: The Illustrated Weekly of India, 3. Okt. 1954
- Leyden, Rudolf von; The Indian Playing Cards of Francis Douce and the Ganjifa Folios in the Richard Johnson Collection; in: Bodleian Library Record, Oxford 1981, 10,5, p. 297-304
- Leyden, Rudolf von; Ganjifa - the playing cards of India … Victoria & Albert Museum collection; London 1982 (V&A Museum) [Exhibition catalogue]
- Leyden, Rudolf von; A Note on Certain Suit Signs in Indian Playing Cards; in: JCPS, 1974, vol. III/3 p. 33-36.